# Ventura Alvarado
Ventura Alvarado Aispuro (Phoenix, 16 augustus 1992) is een Amerikaans voetballer die bij voorkeur als verdediger speelt. Hij staat onder contract bij Club América, waar hij in 2012 doorstroomde vanuit de eigen jeugdopleiding. Alvarado debuteerde in 2015 als Amerikaans international.

## Clubcarrière
In 2008 kwam Alvarado in de jeugdacademie van Club América terecht. Op 26 juli 2012 maakte hij zijn opwachting in het eerste elftal in de Copa MX tegen CD Veracruz. Op 17 februari 2013 debuteerde hij in de Mexicaanse Primera División tegen Deportivo Toluca als invaller voor Raúl Jiménez. Tijdens het seizoen 2013/14 wordt de verdediger uitgeleend aan Necaxa, waar hij één doelpunt maakt in 21 competitiewedstrijden in de Liga de Ascenso, het tweede niveau in Mexico.

## Interlandcarrière
Alvarado is geboren in het Amerikaanse Phoenix uit Mexicaanse ouders waardoor hij tussen beide landen mocht kiezen. Op 25 maart 2015 debuteerde hij voor de Verenigde Staten in een vriendschappelijke interland tegen Denemarken als invaller voor Michael Orozco. In 2015 nam Alvarado met Team USA deel aan de CONCACAF Gold Cup 2015.
2 Fuentes ·
3 J. Sánchez ·
4 Cáceres ·
5 Aquino ·
7 Suárez ·
8 Escoboza ·
9 Martínez ·
13 Ochoa  ·
14 Benedetti ·
16 Medina ·
17 Córdova ·
18 Valdez ·
19 Aguilera ·
20 R. Sánchez ·
21 Martín ·
22 Fidalgo ·
23 López ·
24 Viñas ·
25 Silva ·
27 Jimenez ·
28 Lainez ·
29 Goransch ·
30 Castillo ·
31 Sánchez ·
32 Colula ·
Naveda ·
Madrigal ·
Reyes ·
Layún ·
Coach: Solari